# Jouvea
Jouvea là một chi thực vật có hoa trong họ Hòa thảo (Poaceae).

## Loài
Chi Jouvea gồm các loài: